# Isòtops del disprosi
El disprosi (Dy) natural es compon de 7 isòtops estables, el 156Dy, el 158Dy, el 160Dy, el 161Dy, el 162Dy, el 163Dy i el 164Dy que és el més abundant amb una abundància natural del 28,18%. S'han caracteritzat 28 radioisòtops, dels quals els més estables són el 154Dy amb un període de semidesintegració de 3,0E+6 anys, el 159Dy amb un període de semidesintegració de 144,4 dies, i el 166Dy amb un període de semidesintegració de 81,6 hores. La resta d'isòtops radioactius tenen períodes de semidesintegració menors a 10 hores, i la majoria tenen períodes de semidesintegració menors a 30 segons. Aquest element també presenta cinc isòmers nuclears, els més estables dels quals són el 165mDy (t½ 1,257 minuts), el 147mDy (t½ 55,7 segons) i el 145mDy (t½ 13,6 segons).
El mode de desintegració primari abans de l'isòtop estable 164Dy, és la captura electrònica i després l'emissió beta. El producte de desintegració abans del 164Dy són isòtopes de l'element 65 terbi, després són isòtops de l'element 67 holmi.

Massa atòmica estàndard: 162.500(1) u

## Taula
| Símbol del núclid | Z(p)                | N(n)                | massa isotòpica(u)  | període de semidesintegració | Espín nuclear | composició isotòpics representativa (fracció molar) | rang de variació natural (fracció molar) |
| Símbol del núclid | energia d'excitació | energia d'excitació | energia d'excitació | període de semidesintegració | Espín nuclear | composició isotòpics representativa (fracció molar) | rang de variació natural (fracció molar) |
| ----------------- | ------------------- | ------------------- | ------------------- | ---------------------------- | ------------- | --------------------------------------------------- | ---------------------------------------- |
| 138Dy             | 66                  | 72                  | 137.96249(64)#      | 200# ms                      | 0+            |                                                     |                                          |
| 139Dy             | 66                  | 73                  | 138.95954(54)#      | 600(200) ms                  | 7/2+#         |                                                     |                                          |
| 140Dy             | 66                  | 74                  | 139.95401(54)#      | 700# ms                      | 0+            |                                                     |                                          |
| 140mDy            | 2166.1(5) keV       | 2166.1(5) keV       | 2166.1(5) keV       | 7.0(5) µs                    | (8-)          |                                                     |                                          |
| 141Dy             | 66                  | 75                  | 140.95135(32)#      | 0.9(2) s                     | (9/2-)        |                                                     |                                          |
| 142Dy             | 66                  | 76                  | 141.94637(39)#      | 2.3(3) s                     | 0+            |                                                     |                                          |
| 143Dy             | 66                  | 77                  | 142.94383(21)#      | 5.6(10) s                    | (1/2+)        |                                                     |                                          |
| 143mDy            | 310.7(6) keV        | 310.7(6) keV        | 310.7(6) keV        | 3.0(3) s                     | (11/2-)       |                                                     |                                          |
| 144Dy             | 66                  | 78                  | 143.93925(3)        | 9.1(4) s                     | 0+            |                                                     |                                          |
| 145Dy             | 66                  | 79                  | 144.93743(5)        | 9.5(10) s                    | (1/2+)        |                                                     |                                          |
| 145mDy            | 118.2(2) keV        | 118.2(2) keV        | 118.2(2) keV        | 14.1(7) s                    | (11/2-)       |                                                     |                                          |
| 146Dy             | 66                  | 80                  | 145.932845(29)      | 33.2(7) s                    | 0+            |                                                     |                                          |
| 146mDy            | 2935.7(6) keV       | 2935.7(6) keV       | 2935.7(6) keV       | 150(20) ms                   | (10+)#        |                                                     |                                          |
| 147Dy             | 66                  | 81                  | 146.931092(21)      | 40(10) s                     | 1/2+          |                                                     |                                          |
| 147m1Dy           | 750.5(4) keV        | 750.5(4) keV        | 750.5(4) keV        | 55(1) s                      | 11/2-         |                                                     |                                          |
| 147m2Dy           | 3407.2(8) keV       | 3407.2(8) keV       | 3407.2(8) keV       | 0.40(1) µs                   | (27/2-)       |                                                     |                                          |
| 148Dy             | 66                  | 82                  | 147.927150(11)      | 3.3(2) min                   | 0+            |                                                     |                                          |
| 149Dy             | 66                  | 83                  | 148.927305(9)       | 4.20(14) min                 | 7/2(-)        |                                                     |                                          |
| 149mDy            | 2661.1(4) keV       | 2661.1(4) keV       | 2661.1(4) keV       | 490(15) ms                   | (27/2-)       |                                                     |                                          |
| 150Dy             | 66                  | 84                  | 149.925585(5)       | 7.17(5) min                  | 0+            |                                                     |                                          |
| 151Dy             | 66                  | 85                  | 150.926185(4)       | 17.9(3) min                  | 7/2(-)        |                                                     |                                          |
| 152Dy             | 66                  | 86                  | 151.924718(6)       | 2.38(2) h                    | 0+            |                                                     |                                          |
| 153Dy             | 66                  | 87                  | 152.925765(5)       | 6.4(1) h                     | 7/2(-)        |                                                     |                                          |
| 154Dy             | 66                  | 88                  | 153.924424(8)       | 3.0(15)E+6 a                 | 0+            |                                                     |                                          |
| 155Dy             | 66                  | 89                  | 154.925754(13)      | 9.9(2) h                     | 3/2-          |                                                     |                                          |
| 155mDy            | 234.33(3) keV       | 234.33(3) keV       | 234.33(3) keV       | 6(1) µs                      | 11/2-         |                                                     |                                          |
| 156Dy             | 66                  | 90                  | 155.924283(7)       | STABLE [>1E+18 a]            | 0+            | 0.00056(3)                                          |                                          |
| 157Dy             | 66                  | 91                  | 156.925466(7)       | 8.14(4) h                    | 3/2-          |                                                     |                                          |
| 157m1Dy           | 161.99(3) keV       | 161.99(3) keV       | 161.99(3) keV       | 1.3(2) µs                    | 9/2+          |                                                     |                                          |
| 157m2Dy           | 199.38(7) keV       | 199.38(7) keV       | 199.38(7) keV       | 21.6(16) ms                  | 11/2-         |                                                     |                                          |
| 158Dy             | 66                  | 92                  | 157.924409(4)       | ESTABLE                      | 0+            | 0.00095(3)                                          |                                          |
| 159Dy             | 66                  | 93                  | 158.9257392(29)     | 144.4(2) d                   | 3/2-          |                                                     |                                          |
| 159mDy            | 352.77(14) keV      | 352.77(14) keV      | 352.77(14) keV      | 122(3) µs                    | 11/2-         |                                                     |                                          |
| 160Dy             | 66                  | 94                  | 159.9251975(27)     | ESTABLE                      | 0+            | 0.02329(18)                                         |                                          |
| 161Dy             | 66                  | 95                  | 160.9269334(27)     | ESTABLE                      | 5/2+          | 0.18889(42)                                         |                                          |
| 162Dy             | 66                  | 96                  | 161.9267984(27)     | ESTABLE                      | 0+            | 0.25475(36)                                         |                                          |
| 163Dy             | 66                  | 97                  | 162.9287312(27)     | ESTABLE                      | 5/2-          | 0.24896(42)                                         |                                          |
| 164Dy             | 66                  | 98                  | 163.9291748(27)     | ESTABLE                      | 0+            | 0.28260(54)                                         |                                          |
| 165Dy             | 66                  | 99                  | 164.9317033(27)     | 2.334(1) h                   | 7/2+          |                                                     |                                          |
| 165mDy            | 108.160(3) keV      | 108.160(3) keV      | 108.160(3) keV      | 1.257(6) min                 | 1/2-          |                                                     |                                          |
| 166Dy             | 66                  | 100                 | 165.9328067(28)     | 81.6(1) h                    | 0+            |                                                     |                                          |
| 167Dy             | 66                  | 101                 | 166.93566(6)        | 6.20(8) min                  | (1/2-)        |                                                     |                                          |
| 168Dy             | 66                  | 102                 | 167.93713(15)       | 8.7(3) min                   | 0+            |                                                     |                                          |
| 169Dy             | 66                  | 103                 | 168.94031(32)       | 39(8) s                      | (5/2-)        |                                                     |                                          |
| 170Dy             | 66                  | 104                 | 169.94239(21)#      | 30# s                        | 0+            |                                                     |                                          |
| 171Dy             | 66                  | 105                 | 170.94620(32)#      | 6# s                         | 7/2-#         |                                                     |                                          |
| 172Dy             | 66                  | 106                 | 171.94876(43)#      | 3# s                         | 0+            |                                                     |                                          |
| 173Dy             | 66                  | 107                 | 172.95300(54)#      | 2# s                         | 9/2+#         |                                                     |                                          |